# Isopropil tioxantona

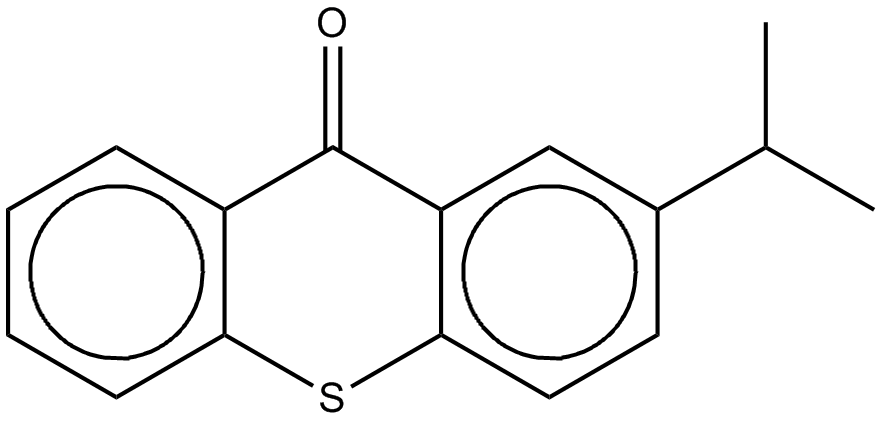
Estructura del Isopropil tioxantona.

El 2-isopropil-9-tioxantona (2-ITX) se usa como fotoiniciador en impresión.
A finales de 2005, se encontraron trazas de 2-isopropil-9-tioxantona por las autoridades italianas en leche infantil.
La contaminación se produjo por contacto entre la parte externa del envase (que va impresa) con la parte interna, cuando todavía el material de envase está en bobina, es decir antes de formarse el envase en sí.[cita requerida]